# Blandainville
 Blandainville  es una población y comuna francesa, en la región de  Centro, departamento de Eure y Loir, en el distrito de Chartres y cantón de Illiers-Combray.

## Demografía
| 318 | 323 | 268 | 308 | 200 | 197 |
| Para los censos de 1962 a 1999 la población legal corresponde a la población sin duplicidades (Fuente: INSEE [Consultar]) |     |     |     |     |     |